# Гашем Растеґарі
Гашем Растеґарі (перс. هاشم رستگاری; нар. 10 травня 1985) — іранський футболіст.
Брав участь у складі збірної Ірану на літніх Паралімпійських іграх 2016 року, де у футболі 7x7 разом з командою здобув срібну нагороду. Також брав участь у складі збірної Ірану на літніх Паралімпійських іграх 2012 року, де збірна Ірану здобула бронзові нагороди.